# Saint-Bernard (Alto Reno)
Saint-Bernard (Sankt Bernhard in tedesco e Sànkt Bernhàrd in alsaziano) è un comune francese di 570 abitanti situato nel dipartimento dell'Alto Reno nella regione del Grand Est.

## Società

### Evoluzione demografica
Abitanti censiti